# Pavel Datsiuk

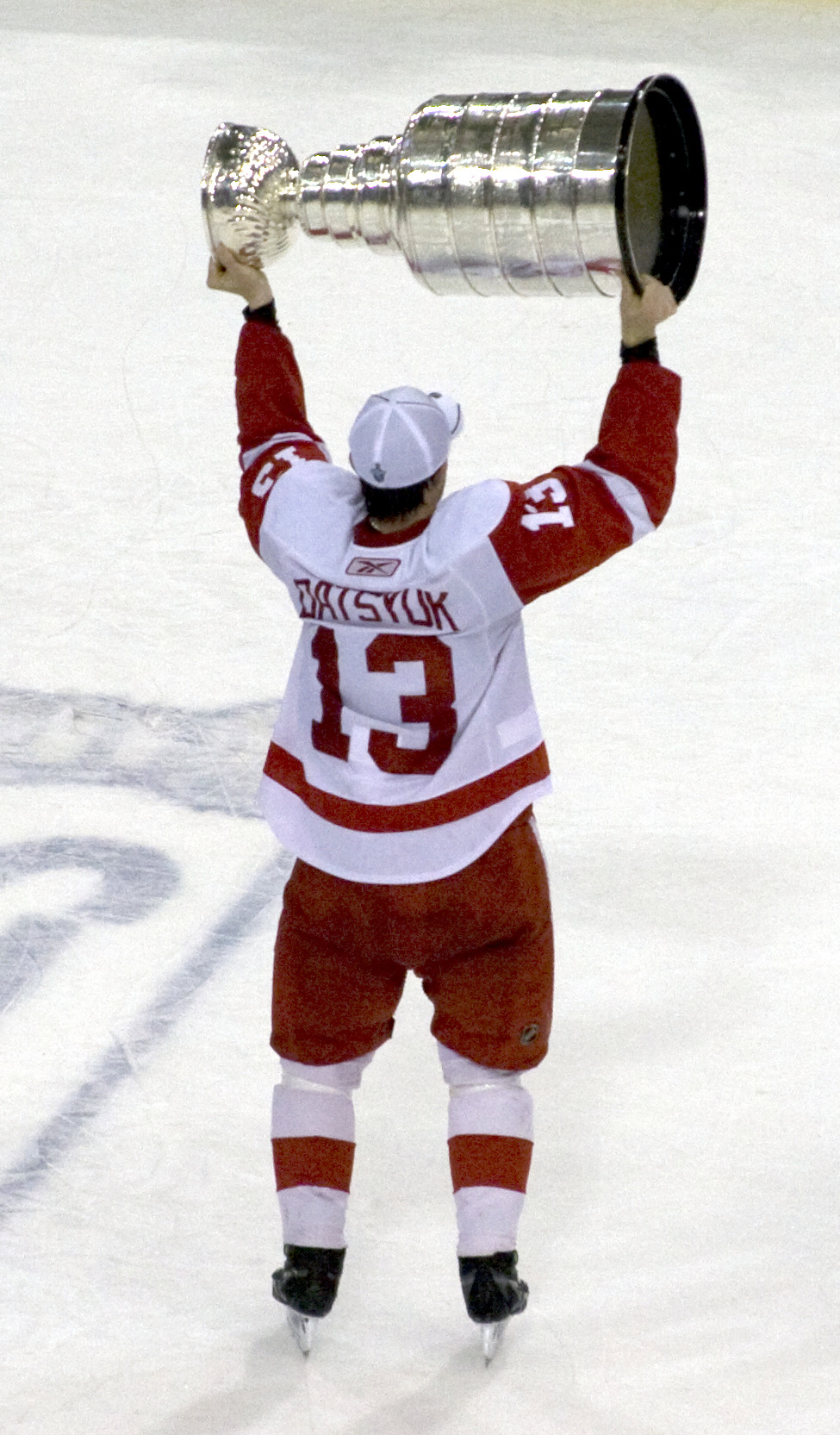
Pavel Datsiuk med Stanley Cup-bucklan 2008.

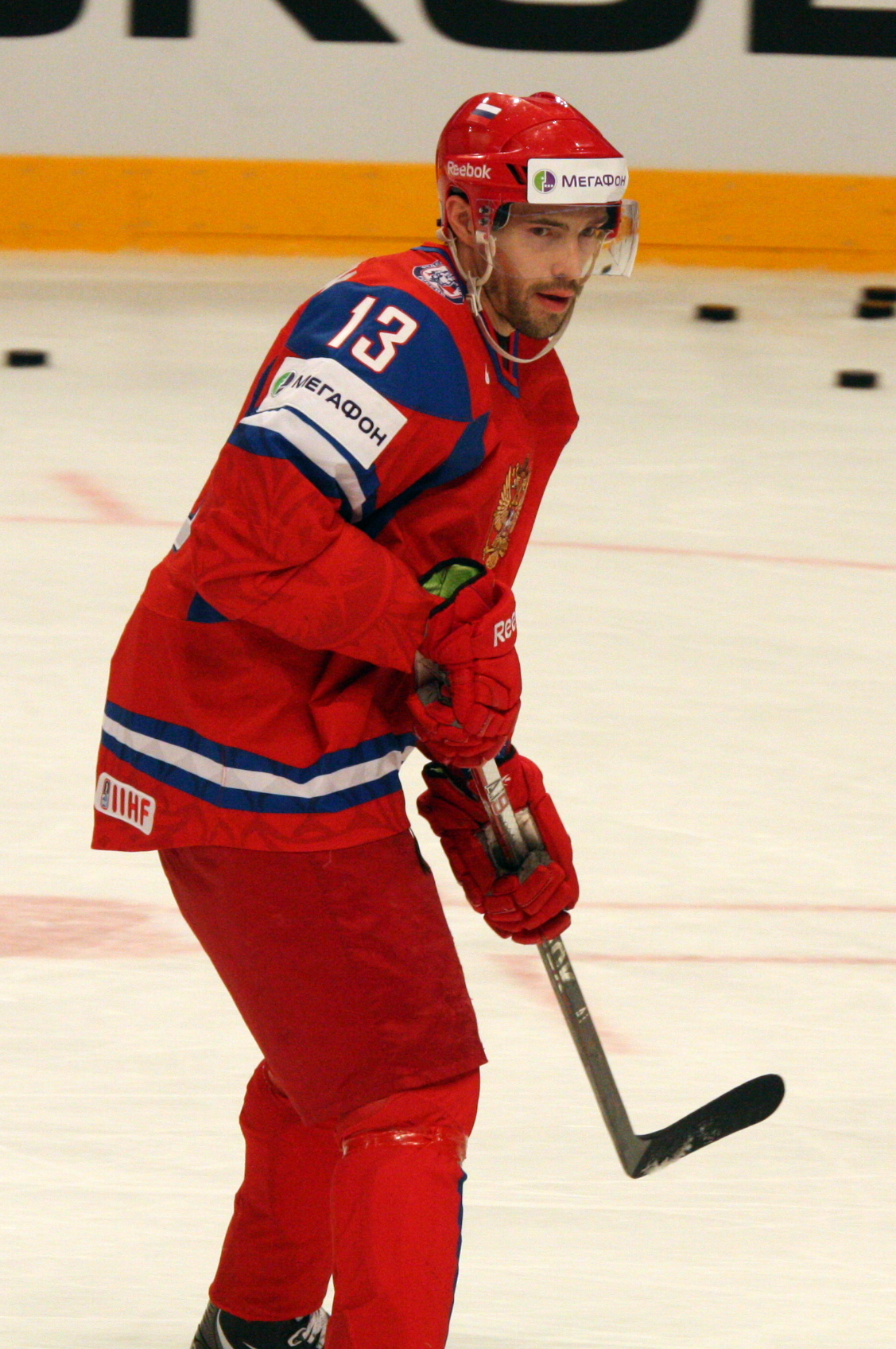
Datsiuk i VM 2012.

Pavel Valerjevitj Datsyuk (ryska: Павел Валерьевич Дацюк), född 20 juli 1978 i dåvarande Sverdlovsk i Sovjetunionen (nuvarande Jekaterinburg i Ryssland), är en rysk professionell ishockeyspelare som för närvarande är klubblös.
Han har tidigare spelat för Detroit Red Wings i NHL, för vilka han spelade 953 grundseriematcher och noterades för 918 poäng (314 mål och 604 assist).
Han är känd för sin puckhantering och anses vara den främsta tvåvägsspelaren i dagens ishockey. Han har blivit tilldelad utmärkelsen Lady Byng Memorial Trophy sammanlagt fyra gånger, som går till ligans mest gentlemannamässiga spelare kombinerat med stor spelskicklighet, samt erhållit priset Frank J. Selke Trophy tre gånger efter att ha utsetts till ligans bäste defensive anfallsspelare. Han var nominerad till Hart Memorial Trophy som ligans mest värdefulle spelare efter säsongen 2008–09. Datsiuk har vunnit Stanley Cup vid två tillfällen med Detroit Red Wings.

## Biografi

### Uppväxt
Pavel Datsiuk föddes i Sverdlovsk (nuvarande Jekaterinburg) i det ryska federala distriktet Uralskij. Barndomen var svår, modern avled när han endast var 12 år gammal. 2006 dog även fadern. Utöver ishockey spelade han även fotboll som ung, och enligt utsago har fotbollen hjälpt honom att utveckla spelsinnet och det tekniska spelet på ishockeyplanen.

### Spelarkarriär
Datsiuk inledde sin professionella hockeykarriär i Dinamo-Energija Jekaterinburg i ryska superligan i ishockey säsongen 1996–97. Han var relativt okänd som junior bland hockeyscouterna, mycket beroende på hans då korta kroppslängd. Efter att inte ha blivit NHL-draftad varken 1996 eller 1997, blev han det 1998, då han valdes i sjätte rundan som 171:a totalt av Detroit Red Wings. Det var den svenske talangscouten Håkan Andersson som upptäckte honom. Andersson har senare vid ett flertal tillfällen uttalat i media att Datsiuk, tillsammans med bland andra Henrik Zetterberg, är ett av hans största fynd av hockeyspelare.
Säsongen 2001–02 debuterade den då 22-årige Datsiuk i Detroit Red Wings. Med lagkamrater som Igor Larionov, Sergej Fjodorov och lagkaptenen Steve Yzerman, lärde han sig snabbt att ta en plats i NHL. Han gjorde sammanlagt 34 poäng och vann Stanley Cup under sin första NHL-säsong. Påföljande säsong spelade han endast 64 matcher på grund av en knäskada, men svarade ändå för 51 poäng. Under NHL-strejken 2004–05 representerade han det ryska hockeylaget Dynamo Moskva. Den 19 september 2005 undertecknade Datsiuk ett tvåårigt avtal med Detroit Red Wings, värt 7,8 miljoner dollar.
Säsongen 2005–06 noterades han för 87 poäng (endast 22 utvisningsminuter), vilket skulle tilldela honom Lady Byng Memorial Trophy, den första i rad av fyra utmärkelser. Säsongen 2006–07 producerade han åter 87 poäng och vann Detroits interna poängliga. Säsongen 2007–08 gjorde han 97 poäng, varav 31 mål, och svarade för ett stabilt slutspel, under vilket han gjorde 23 poäng på 22 matcher. Detroit vann slutspelet och han tog hem sin andra Stanley Cup-seger.
Med en säsong kvar på sitt kontrakt meddelade Datsiuk den 18 juni 2016 att han lämnar Detroit och återvänder till Ryssland.

## Meriter
- Lady Byng Memorial Trophy 2005–06, 2006–07, 2007–08 och 2008–09
- Frank J. Selke Trophy 2007–08, 2008–09, 2009–10
- NHL All-Star Game 2004, 2008

## Statistik

### Klubbkarriär
| 1996-97    | Dynamo Jekaterinburg | Rys        | 18  | 2   | 2   | 4   | 4   | –   | –  | –  | –   | –  |
| 1997-98    | Dynamo Jekaterinburg | Rys        | 24  | 3   | 5   | 8   | 4   | –   | –  | –  | –   | –  |
| 1998-99    | Dynamo Jekaterinburg | Rys        | 22  | 12  | 15  | 27  | 12  | 9   | 3  | 7  | 10  | 10 |
| 1999-00    | Ak Bars Kazan        | Rys        | 15  | 1   | 3   | 4   | 4   | –   | –  | –  | –   | –  |
| 2000-01    | Ak Bars Kazan        | Rys        | 42  | 9   | 17  | 26  | 10  | 4   | 0  | 1  | 1   | 2  |
| 2001-02    | Detroit Red Wings    | NHL        | 70  | 11  | 24  | 35  | 4   | 21  | 3  | 3  | 6   | 2  |
| 2002-03    | Detroit Red Wings    | NHL        | 64  | 12  | 39  | 51  | 16  | 4   | 0  | 0  | 0   | 0  |
| 2003-04    | Detroit Red Wings    | NHL        | 75  | 30  | 38  | 68  | 35  | 12  | 0  | 6  | 6   | 2  |
| 2004-05    | Dynamo Moskva        | Rys        | 47  | 15  | 17  | 32  | 16  | 10  | 6  | 3  | 9   | 4  |
| 2005-06    | Detroit Red Wings    | NHL        | 75  | 28  | 59  | 87  | 22  | 5   | 0  | 3  | 3   | 0  |
| 2006–07    | Detroit Red Wings    | NHL        | 79  | 27  | 60  | 87  | 20  | 18  | 8  | 8  | 16  | 8  |
| 2007–08    | Detroit Red Wings    | NHL        | 82  | 31  | 66  | 97  | 20  | 22  | 10 | 13 | 23  | 6  |
| 2008–09    | Detroit Red Wings    | NHL        | 82  | 32  | 65  | 97  | 22  | 16  | 1  | 8  | 9   | 9  |
| 2009–10    | Detroit Red Wings    | NHL        | 80  | 27  | 43  | 70  | 18  | 12  | 6  | 7  | 13  | 8  |
| 2010–11    | Detroit Red Wings    | NHL        | 56  | 23  | 36  | 59  | 15  | 11  | 4  | 11 | 15  | 8  |
| 2011–12    | Detroit Red Wings    | NHL        | 70  | 19  | 48  | 67  | 14  | 5   | 1  | 2  | 3   | 2  |
| 2012–13    | CSKA Moskva          | KHL        | 31  | 11  | 25  | 36  | 4   | –   | –  | –  | –   | –  |
| 2012–13    | Detroit Red Wings    | NHL        | 47  | 15  | 34  | 49  | 14  | 14  | 3  | 6  | 9   | 4  |
| 2013–14    | Detroit Red Wings    | NHL        | 45  | 17  | 20  | 37  | 6   | 5   | 3  | 2  | 5   | 0  |
| 2014–15    | Detroit Red Wings    | NHL        | 63  | 26  | 39  | 65  | 8   | 7   | 3  | 2  | 5   | 2  |
| 2015–16    | Detroit Red Wings    | NHL        | 65  | 16  | 33  | 49  | 14  | 5   | 0  | 0  | 0   | 4  |
| 2016–17    | SKA Sankt Petersburg | KHL        | 44  | 12  | 22  | 34  | 14  | 7   | 3  | 5  | 8   | 27 |
| 2017–18    | SKA Sankt Petersburg | KHL        | 37  | 8   | 27  | 35  | 8   | 15  | 4  | 3  | 7   | 0  |
| NHL totalt | NHL totalt           | NHL totalt | 953 | 314 | 604 | 918 | 228 | 157 | 42 | 71 | 113 | 51 |
| KHL totalt | KHL totalt           | KHL totalt | 112 | 31  | 74  | 105 | 26  | 22  | 7  | 8  | 15  | 27 |
| Rys totalt | Rys totalt           | Rys totalt | 168 | 42  | 60  | 102 | 50  | 23  | 9  | 11 | 20  | 16 |

## Internationellt
Spelat för Ryssland i:
- OS 2002 - Bronsmedalj
- VM 2003
- World Cup 2004
- VM 2005 - Bronsmedalj
- OS 2006
- OS 2010
- VM 2010 - Silvermedalj
- VM 2012 - Guldmedalj
- OS 2014
- VM 2016 - Bronsmedalj
- OS 2018 - Guldmedalj

Internationellt
| År     | Lag      | Turnering |    | Matcher | Mål | Assist | Poäng | Utv. |
| ------ | -------- | --------- | -- | ------- | --- | ------ | ----- | ---- |
| 2002   | Ryssland | OS        | 6  | 1       | 2   | 3      | 0     |      |
| 2003   | Ryssland | VM        | 7  | 1       | 4   | 5      | 0     |      |
| 2004   | Ryssland | WC        | 4  | 1       | 0   | 1      | 0     |      |
| 2005   | Ryssland | VM        | 9  | 3       | 4   | 7      | 0     |      |
| 2006   | Ryssland | OS        | 8  | 1       | 7   | 8      | 10    |      |
| 2010   | Ryssland | OS        | 4  | 1       | 2   | 3      | 2     |      |
| 2010   | Ryssland | VM        | 6  | 6       | 1   | 7      | 0     |      |
| 2012   | Ryssland | VM        | 10 | 3       | 4   | 7      | 2     |      |
| 2014   | Ryssland | OS        | 5  | 2       | 4   | 6      | 0     |      |
| 2016   | Ryssland | VM        | 10 | 1       | 10  | 11     | 0     |      |
| Totalt | Totalt   | Totalt    | 76 | 20      | 42  | 62     | 14    |      |